# Naja katiensis
Naja katiensis är en ormart som beskrevs av Angel 1922. Naja katiensis ingår i släktet Naja och familjen giftsnokar. Inga underarter finns listade i Catalogue of Life.
Denna orm förekommer i stora delar av nordvästra och centrala Afrika från Mauretanien och Niger till Kamerun.